# نشان امین‌الضرب
نشان امین‌الضرب نشانی است که هر ساله توسط اتاق بازرگانی تهران به کارآفرینان و پیشکسوتان برجسته بخش‌خصوصی کشور اهدا می‌شود. نخستین دوره جشنواره امین الضرب در بهمن ۱۳۹۵ برگزار شد.

## نام

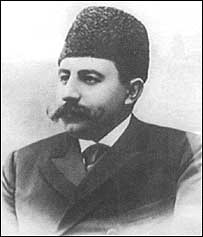

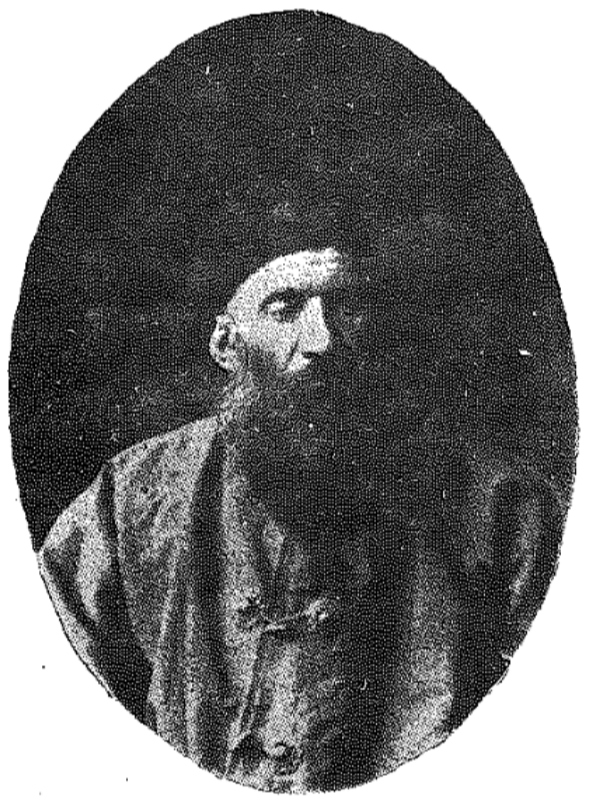

امین الضرب لقبی است که در دوران قاجار به اشخاص بانفوذی داده می‌شد که امین پادشاه در ضرب سکه بودند.
- محمدحسن امین‌الضرب (۱۲۱۴-۱۲۷۷ خورشیدی)[پاورقی ۱]

محمدحسن اصفهانی ملقب به امین دارالضرب مخفف امین‌الضرب و مشهور به کمپانی (پدر محمدحسین غروی اصفهانی). بزرگ‌ترین بازرگان سده نوزدهم، نخستین سرمایه‌گذار صنعتی در ایران و رئیس اتاق بازرگانی تهران.
- محمدحسین امین‌الضرب(۱۲۵۱ تهران - ۲۵ آذر ۱۳۱۱ تهران)، سرمایه‌دار ایرانی در دوره قاجار و پهلوی، بانی صنعت برق در ایران و نماینده مجلس شورای ملی بود. امین‌الضرب در دوره زمامداری مظفرالدین‌شاه نخستین دستگاه تولید برق را از روسیه خرید و به این شکل، برق وارد ایران شد. به همین دلیل به او «پدر برق ایران» لقب داده‌اند. وی از سال ۱۳۰۶ الی ۱۳۱۱ ریاست اتاق تجارت تهران را بر عهده داشت.

خاندان امین الضرب (پدر و پسر) خدمات زیادی را به اقتصاد کشور کردند و پیشرفت صنایع ایران تا حدودی مرهون خدمات این دو شخص است. اسناد موجود نشان می‌دهد که امین الضرب‌ها منشأ تأسیس مجالس تجارت در دوران قاجاریه و ایجاد رابطه اداری و حقوقی با دولت بودند. آنها به خاطر فعالیت‌های مختلف اقتصادی جزو دولتمردان اقتصادی کشور و به خاطر سرمایه‌گذاری و عدم کمک دولت در زمره اربابان صنایع بخش خصوصی بودند. ماندگارترین یادگار خاندان امین الضرب، تأسیس اتاق تجارت تهران است که در حال حاضر با عنوان اتاق بازرگانی، صنایع، معادن و کشاورزی ایران شناخته می‌شود

## تندیس امین الضرب
تندیس امین الضرب از چهار بال تشکیل شده و به صورت نمادین به چهار بخش اصلی اتاق بازرگانی یعنی صنعت، معدن، بازرگانی و کشاورزی اشاره دارد. روی هر بال این تندیس سنگ فیروزه به نشانه مهر دوستی و از قدیمی‌ترین سنگ‌های تجاری ایران به کار رفته‌است.

## دوره‌ها

##### دوره نخست
نخستین دوره اهدای نشان و تندیس کارآفرینی امین الضرب ۳ بهمن ۱۳۹۵ برگزار شد. در این مراسم از برگزیدگان با حضور اسحاق جهانگیری، معاون اول رئیس‌جمهور و محمدرضا نعمت‌زاده، وزیر صنعت، معدن و تجارت تقدیر شد.نخستین نشان حاج امین‌الضرب به خانم مژده مهدوی از نوادگان حاج امین‌الضرب اعطا شد.

###### برگزیدگان تندیس امین الضرب دوره اول
- غلامعلی سلیمانی (بنیان‌گذار شرکت کاله)
- مرتضی سلطانی (فعال در صنعت ریخته‌گری و به‌عنوان رکورددار ذخیره‌سازی غلات و تولید آرد در کشور)
- محمدمهدی فنایی (پیشگام در صنعت برق ایران)

###### برگزیدگان لوح و نشان امین الضرب دوره اول
- سیدعباس موسوی رهپیما (بنیانگذار گروه صنعتی فومن شیمی، پیشگام تولید مایع ترمز و ضدیخ خودرو)[۹]
- علا میرمحمد صادق (پیشکسوت صنعت سیمان و گچ کشور)
- محسن خلیلی (بنیانگذار شرکت بوتان)
- علی‌اکبر رفوگران (بنیانگذار صنعت نوشت‌افزار در ایران و مدیر کارخانه بیک)
- اصغر قندچی (بنیانگذار شرکت ایران کاوه و پدر صنعت کامیون‌سازی)
- علی رحیمیان (در صنعت دام و طیور)
- علی حاج سید سلیمیان (بنیانگذار و مدیر کارخانه نیک کالا)
- اسدالله عسگراولادی (صادرکننده نمونه و فعال بخش خشکبار)
- عباس سعیدی‌نژاد (فعال صنعت دارو و کفش ایران)
- ابراهیم عسکریان (مدیر کارخانه بلور کاوه و فعال شیشه فلوت در ایران و خاورمیانه)
- مهدی حریری (تاجر چای و بنیانگذار کارخانه چای مشک بو)
- عزیزالله علاءالدینی (فعال اقتصادی بخش پارچه و قماش و رئیس شرکت پتوی گلباف)
- رحمان گلزار (بنیانگذار ساختمان‌سازی مدرن در ایران و مؤسس شهرک اکباتان)
- علی‌اصغر سعیدی (استاد دانشگاه تهران و پژوهشگر)
- موسی  غنی‌نژاد (به پاس فعالیت‌های علمی در دفاع از بخش خصوصی)
- علیرضا بختیاری (به پاس فعالیت‌های مطبوعاتی و حامی بخش خصوصی و بنیانگذار روزنامه دنیای اقتصاد)
- امیر منصور عطایی (مدیرعامل شرکت مهندسی زلال ایران)
- رضا رضایی (مدیرعامل شرکت آذین خودرو)

##### دوره دوم
دومین دوره اهدای نشان و تندیس کارآفرینی امین الضرب به مناسبت ۱۳۴ سالگی تأسیس اتاق تهران در تالار وحدت با حضور وزرای صنعت، معدن و تجارت، امور خارجه و جهاد کشاورزی در ۱۸ دی ۱۳۹۶ برگزار شد.
- تجلیل از خانواده شهید عباسی از شهدای حرم نیز از دیگر برنامه‌های این مراسم بود

###### برگزیدگان تندیس امین الضرب دوره دوم
- ایوب پایداری (بنیانگذار شرکت میهن)
- مهدی فضلی (مدیرعامل گروه صنعتی گلرنگ)
- محمدجواد ظریف(وزیر امور خارجه کشور)

###### برگزیدگان لوح و نشان امین الضرب دوره دوم
- علی اصغر حاجی بابا (بنیانگذار شرکت صنایع فروآلیاژ ایران)
- سید علینقی خاموشی (رئیس دو دوره اتاق ایران)
- منصوره اتحادیه (مترجم زندگی‌نامه امین‌الضرب)
- علی محمد رجالی (بنیانگذار ظریف مصور)
- محمد رضا رستمی (مدیر عامل مارال صنعت جاوید صادرکننده ماشین آلات سنگین و کشنده)
- حسام آرماندهی (خالق استارت آپ کافه بازار و سایت دیوار)
- هاله حامدی‌فر (مدیرعامل شرکت دارویی سیناژن)[۱۰]

##### دوره سوم
سومین دوره اهدای نشان و تندیس کارآفرینی امین الضرب در ۱۸ دی ۱۳۹۷ توسط اتاق بازرگانی، صنایع، معادن و کشاورزی تهران برگزار شد.

###### برگزیدگان تندیس امین الضرب دوره سوم
- عباسعلی قصاعی (مدیرعامل چینی زرین ایران)
- حمیدرضا هاشمی‌نیا (مؤسس شرکت‌های تکوین الکترونیک، سام الکترونیک)

###### برگزیدگان لوح و نشان امین الضرب دوره سوم
- محمدعلی موحد (پژوهشگر)
- عزت‌اله فولادوند (مترجم و پژوهشگر)
- سید ابوالقاسم مرتضوی (بنیان‌گذار کارخانه آرد ستاره و از پیشکسوتان صنعت آرد کشور)
- لئون آهارونیان (مدیرعامل شرکت ستی و از پیشکسوتان صنعت حمل‌ونقل)
- محمدجواد شکوری‌مقدم (بنیان‌گذار سایت آپارات و فیلیمو)
- برادران محمدی (حمید و سعید) (بنیان‌گذاران دیجی‌کالا)
- سلطان‌حسین فتاحی (بنیان‌گذار کارخانه تولید لوازم خانگی امرسان)
- اکبر ابراهیمی (رئیس هیئت مدیره گروه صنعتی پاکشوما)[۱۲]

##### دوره چهارم
چهارمین دوره اهدای نشان و تندیس کارآفرینی امین الضرب در ۲۳ دی ۱۳۹۸ با حضور اعضای هیئت رئیسه اتاق تهران و جمعی از فعالان اقتصادی در تالار وحدت برگزار شد.

###### برگزیدگان تندیس امین الضرب دوره چهارم
- داوود عابدی آملی (بنیانگذار گروه صنعتی تاژ)
- علی سالک نجات (بنیانگذار گروه صنعتی نجاتی آناتا)

###### برگزیدگان لوح و نشان امین الضرب دوره چهارم
- شمس‌الدین و نورالدین نوربخش (بنیانگذاران گروه دامداران)
- نصراله ایزدپناه (مؤسس گروه صنعتی استیل‌البرز)
- مهدی خان‌محمدی (بنیانگذار گروه صنعتی نان سحر)
- میلاد منشی‌پور (از بنیانگذاران شرکت تپسی)
- علینقی مشایخی (اقتصاددان و از مؤسسان دانشکده مدیریت و اقتصاد دانشگاه صنعتی شریف)
- سهیلا ترابی فارسانی (پژوهشگر اقتصاد)[۱۴]

##### دوره پنجم
پنجمین دوره اهدای نشان و تندیس کارآفرینی امین الضرب ۱۲ اسفند ۱۳۹۹ برگزار شد. در این مراسم از برگزیدگان با حضور اسحاق جهانگیری، معاون اول رئیس‌جمهور و حناچی شهردار تهران تقدیر شد.

###### برگزیدگان تندیس امین الضرب دوره پنجم
- محمدرضا انصاری (بنیان‌گذار کیسون (شرکت))
- رضا حمیدی (بنیان‌گذار گروه صنعتی مشهد (فرش و چرم مشهد))[۱۶]

###### برگزیدگان لوح و نشان امین الضرب دوره پنجم
- اکبر لاجوردیان (از بنیانگذاران گروه صنعتی بهشهر)
- رضا تهرانچی (کارآفرین و بنیانگذار گروه صنعتی ویتانا)
- غلامرضا ذوالانواری (کارآفرین در عرصه فرش ایرانی و پدر گبه ایران)
- جمشید بردبار (مدیرعامل شرکت الکترونیک افزار آزما و کارآفرین صنع)
- سید محمد احرامیان (بنیانگذار و رئیس هیئت مدیره فولاد یزد)
- محمدرضا نعمت‌زاده (وزیر اسبق صنعت، معدن و تجارت)[۱۷]

##### دوره ششم
ششمین دوره اهدای نشان و تندیس کارآفرینی امین الضرب ۲ اسفند ۱۴۰۰ برگزار شد.

###### برگزیدگان تندیس امین الضرب دوره ششم
- سومبات هاکوپیان (بنیانگذار پوشاک هاکوپیان)
- یونس ژائله سعدی (بنیانگذار شرکت گروه صنایع غذایی شیرین‌عسل)[۲۱]

###### برگزیدگان لوح و نشان امین الضرب دوره ششم
- سید محمود دعایی (مدیر مؤسسه مطبوعاتی و فرهنگی اطلاعات)
- محمد عرب (بنیانگذار کفش شیما)
- فضل‌الله جواهری (بنیانگذار و احیاگر مجموعه‌های صنعتی الکترود یزد و صنایع مفتولی زنجان)
- مظفر عبدالله (بنیانگذار گروه صنعتی روژین)
- فرج‌الله معماری (رئیس هیئت مدیره گروه صنعتی آریا ترانسفو)
- محمد ظهیر (بنیانگذار لبنیات می‌ماس)

##### دوره هفتم
مراسم هفتمین دوره «امین الضرب» به مناسبت ۱۳۹ سالگی تأسیس اتاق بازرگانی توسط امین الضرب با حضور نخبگان، صاحب نظران و کارآفرینان برتر کشور ۲۶ دی ۱۴۰۱ در تالار وحدت برگزار شد. در این جشنواره از محمد حسین رضایی رئیس شورای مسئولیت اجتماعی اتاق بازرگانی تهران به دلیل فعالیت‌ها و اقدامات تأثیر گذار در زمینه مسئولیت اجتماعی تقدیر شد

###### برگزیدگان تندیس امین الضرب دوره هفتم
- فریبرز مقیمی (مؤسس شرکت طراحی صنعتی ایران و رئیس هیئت مدیره شرکت گروه صنعتی ایران «سیمان اکباتان، سرامیک بهرنگ»)
- محمد ضرابیه (رئیس هیئت مدیره یزد بافت و مؤسس بانک سامان)

###### برگزیدگان لوح و نشان امین الضرب دوره هفتم
- حسین سلیمی (پیشکسوت حوزه تولید گچ در ایران و از بنیانگذاران بانک کارآفرین و بانک خاورمیانه)
- احمد صادقیان (از بنیان‌گذاران گروه ستاره کویر یزد نخستین کارخانه تولید فرش ماشینی پس از انقلاب)
- علی توسلی (فعال صنعتی و بنیانگذارموزه دیدی)
- مرتضی هداوندی (جوان نوآفرین و بنیانگذارشرکت دانش‌بنیان رازین پلیمر راه ابریشم تولیدکننده پلیمر خاص کاربردی در تولید شیشه خودرو)
- مریم تاج‌آبادی ابراهیمی (مؤسس و رئیس هیئت مدیره انجمن پروبیوتیک و مدیرعامل شرکت تک‌ژن زیست، تولیدکننده میکروب‌های مفید برای صنایع غذایی و محصولات پروبیوتیک)
- خاندان شکروی (بنیانگذار شرکت محصولات غذایی شکلّی)
- رضا سواری (بنیانگذار کیوان مرغ پر طلای مهاباد و چهره ماندگار صنعت مرغداری)
- خاندان سودآور (مؤسس کارخانه بنز خاور در ایران و از فعالان فرهنگی)[۲۳]

دوره هشتم
مراسم نهمین دوره «امین الضرب» به مناسبت ۱40 سالگی تأسیس اتاق بازرگانی توسط امین الضرب با حضور نخبگان، صاحب نظران و کارآفرینان برتر کشور 1 اسفند  1402 در تالار وحدت برگزار شد. دو تن از اعضای هیات داوران، مهندس محمدرضا انصاری و امیرمنصور عطائی از اعضای كانون بودند كه خود در سال‌های گذشته، برنده جوایز امین‌الضرب شده بودند.
برگزیدگان تندیس امین الضرب دوره هشتم
- مجید راهب (بنیان‌گذار گروه صنعتی راهب)
- فریدون مهبودی (پدر بیوتکنولوژی دارویی و کارآفرین برتر- هم‌بنیان‌گذاران گروه دارویی سیناژن)
- مسعود خوانساری (رییس سابق اتاق تهران و بنیان گذار موسسه امین الضرب)

برگزیدگان لوح و نشان امین الضرب دوره هشتم
- مسعود صرامی، بنیانگذار شهرک سلامت و سیتی سنتر اصفهان
- هایده شیرزادی، موسس و مدیرعامل شرکت بازیافت مواد و تولید کود آلی کرمانشاه
- محمد اسماعیل قدس، رییس هیات مدیره شرکت کدبانو (دلپذیر) و پخش پگاه
- سید محمد موسوی گروه بهداشتی فیروز
- رسول بیوک، مسئول کارخانه شکلات‌سازی آیدین

##### دوره نهم
مراسم نهمین دوره «امین الضرب» به مناسبت ۱۴۱ سالگی تأسیس اتاق بازرگانی تهران توسط امین‌الضرب  با حضور اعضای هیات‌رئیسه و هیات‌نمایندگان اتاق بازرگانی تهران، فعالان اقتصادی، نمایندگان تشکل‌های بخش خصوصی، پنجم اسفند  ۱۴۰۳ در تالار وحدت برگزار شد. 

##### برگزیدگان تندیس امین‌الضرب دوره نهم
- سيد احمد گرامي ( بنيانگذار و مديرعامل گروه صنعتي گلستان (شرکت))
- محسن جلال‌پور (بنيانگذار و مديرعامل شركت گسترش بازرگاني كرمان)

##### برگزیدگان لوح و نشان امین‌الضرب دوره نهم
- محمدرضا جابرانصاری (گروه صنعتی سپاهان)
- جواد خوانساري (پيشكسوت صنعت راه و ساختمان و رئيس هيات‌مديره هريسون)
- محمود زيني (مديرعامل گروه لايكو)
- محمدرضا تقي‌گنجي (بنيانگذار يزد تاير)
- سياوش شهشهاني (چهره ماندگار رياضي و پدر اينترنت ايران)

گزارش تصویری مراسم نهمین دوره اهدای نشان امین‌الضرب

## داوری
هیئت داوران این جشنواره متشکل از افراد ذیل هستند:
- دو پژوهشگر حوزه کارآفرینی
- یک اقتصاد دان
- یک پیشکسوت
- یک روزنامه‌نگار و سردبیر سرشناس اقتصادی رسانه‌ها
- چهار چهره سرشناس به نمایندگی از چهار رشته صنعت، معدن، بازرگانی و کشاورزی

این هیئت داوران طی برگزاری جلسات متعدد و با بررسی رزومه‌ها، اظهار نظر و نقد در مورد موضوعات مختلف، نهایتاً ۳۰ کاندیدای نهایی را برای رای‌گیری برگزیدند.

## پاورقی
1. ↑  مقارن با (۱۸۳۵–۱۸۹۸ میلادی) و (۱۲۵۱–۱۳۱۶قمری)